# Trimezia chimantensis
Trimezia chimantensis är en irisväxtart som beskrevs av Julian Alfred Steyermark. Trimezia chimantensis ingår i släktet Trimezia och familjen irisväxter. Inga underarter finns listade i Catalogue of Life.